# Diabrotica parintinsensis
Diabrotica parintinsensis es una especie de insecto coleóptero de la familia Chrysomelidae.
Fue descrita científicamente en 1969 por Bechyne & Bechyne.